# Крекінг-установки у Мідзусімі
Крекінг-установки у Мідзусімі — нафтохімічні виробництва компаній Asahi Kasei та Mitsubishi у портовому місті Мідзусіма на острові Хонсю (північне узбережжя Внутрішнього Японського моря).
У Мідзусімі розмістили свої установки парового крекінгу одразу два японські концерни. Піролізне виробництво Asahi Kasei споживало переважно газовий бензин (80 %), а також певну кількість пропану, бутану (по 5 %) і суміші зріджених вуглеводневих газів (10 %). Воно мало потужність у 504 тисячі тонн етилену та 300 тисяч тонн пропілену, котрі споживались для виробництва поліетилену високої щільності (160 тисяч тонн), поліетилену низької щільності (80 тисяч тонн), мономеру стирену (два заводи потужністю 390 та 460 тисяч тонн), акрилонітрилу (350 тисяч тонн, виробництво на основі пропілену). 
Установка Mitsubishi розраховувалась виключно на споживання газового бензину та мала потужність по етилену на рівні 453 тисячі тонн. Продуковані нею олефіни використовувались у виробництві поліетилену високої щільності (100 тисяч тонн), лінійного поліетилену низької щільності (50 тисяч тонн), поліетилену низької щільності (65 тисяч тонн), мономеру вінілхлориду (400 тисяч тонн, виведене з експлуатації у 2009 році), поліпропілену (100 тисяч тонн), акрилонітрилу (115 тисяч тонн). Ще одним напрямком використання етилену була його олігомеризація на установці альфа-олефінів потужністю 60 тисяч тонн на рік (в тому числі 11 тисяч тонн 1-октену), так само закрита в кінці 2000-х.
З квітня 2016-го власники піролізних установок у Мідзусімі об'єднали їх у межах спільного підприємства Asahi Kasei Mitsubishi Chemical Ethylene. При цьому колишня установка Asahi Kasei, а також завод мономеру стирену потужністю 460 тисяч тонн, були виведені з експлуатації, тоді як виробництво Mitsubishi модернізоване з доведенням потужності до 570 тисяч тонн етилену і 300 тисяч тонн пропілену на рік. 